# Liste des derniers survivants des guerres napoléoniennes
Les derniers vétérans des guerres napoléoniennes sont les personnes qui ont participé aux guerres de la Révolution et de l'Empire, entre 1792 et 1815, et qui ont survécu pour le dernier d'entre eux jusqu'en 1903. Cependant, en 1912, deux Polonais disent avoir participé à la bataille de la Moskova ; le manque de source à leur sujet n'a pas permis de les compter parmi les derniers vétérans, néanmoins il se peut qu'ils aient dit vrai. 
Tous les vétérans ayant servi dans les armées françaises de cette époque ont reçu le 12 août 1857 la médaille de Sainte-Hélène créée par Napoléon III. 405 000 Français, Belges, Italiens, Suisses, Allemands, Néerlandais, Irlandais ou Danois et autres auraient reçu cette distinction, voulue comme un hommage par Louis-Napoléon Bonaparte à ces soldats.

## Derniers vétérans
| Vétéran                                       | Nationalité    | Naissance          | Mort               | Âge          |
| --------------------------------------------- | -------------- | ------------------ | ------------------ | ------------ |
| Elias Abraham Kallinsky                       | Ukrainien      | 1794               | 1911               | 117 ans      |
| Jean Uhnweiler                                | Français       | 1801               | 1904               | 103 ans      |
| Vincent Markiewicz                            | Polonais       | vers 1794          | 1903               | 108 ans      |
| Jean Adrin                                    | Français       | 1797               | 1902               | 105 ans      |
| Geert Adriaans Boomgaard                      | Néerlandais    | 21 septembre 1788  | 3 février 1899     | +110,ans     |
| August Schmidt                                | Allemand       | 1795               | 1899               | 104 ans      |
| ? Matera                                      | Italien        | 1790               | 1899               | 109 ans      |
| Alfred Le Maire                               | Français       | 15 février 1800    | 29 avril 1898      | 98 ans       |
| Louis-Victor Baillot                          | Français       | 9 avril 1793       | 3 février 1898     | +104,ans     |
| Henry James                                   | Britannique    | 1799               | 1898               | 99 ans       |
| Pedro Martínez                                | Espagnol       | 1789               | 1898               | 109 ans      |
| Lars Jespersen Kike                           | Norvégien      | 1796               | 1897               | 101 ans      |
| Joseph Julien Rose                            | Français       | 22 avril 1794      | 16 avril 1896      | +101,ans     |
| Léonard Meesters                              | Belge          | 22 mars 1796       | 24 mars 1896       | +100,ans     |
| Josephine Mazurkewicz                         | Polonaise      | 1794               | 1896               | 102 ans      |
| Pierre Larmoyeux                              | Belge          | 5 mars 1795        | 23 décembre 1895   | +100,ans     |
| Baptiste François Blondinot                   | Français       | ?                  | vivant en 1895     | vers 100 ans |
| Jean-Jacques Rousset                          | Français       | 13 avril 1794      | 7 mars 1895        | +100,ans     |
| Nicolas Savin                                 | Français       | 13 juillet 1792    | 29 novembre 1894   | 102 ans      |
| Jean Jacques Sabatier                         | Français       | 8 janvier 1792     | 25 mai 1894        | +102,ans     |
| Émile Mellinet                                | Français       | 1er juin 1798      | 20 janvier 1894    | +095,ans     |
| Jean Joseph Goovaerts                         | Belge          | 27 mars 1792       | 21 octobre 1893    | +101,ans     |
| Wilhelm Schutz                                | Allemand       | ?                  | après juillet 1893 | + de 98 ans  |
| Friedrich Werner                              | Allemand       | 1794               | après juillet 1893 | ~99 ans      |
| Monsieur Gohring                              | Allemand       | 1786               | juillet 1893       | 107 ans      |
| Monsieur Wygold                               | Allemand       | 1789               | juillet 1893       | 104 ans      |
| Christian Müller                              | Allemand       | 1795               | juillet 1893       | 98 ans       |
| Monsieur Kugler                               | Allemand       | 1794               | juillet 1893       | 99 ans       |
| Joseph Rose Schneider                         | Allemand       | 1796               | juillet 1893       | 97 ans       |
| Andreas Wyczik                                | Allemand       | 1790               | juillet 1893       | 103 ans      |
| Pierre Louis Schreuder                        | Français       | 26 mai 1796        | juin 1893          | 97 ans       |
| Ferdinand Scharnhorst                         | Allemand (KGL) | 1797               | 1893               | 96 ans       |
| Hector Nizole                                 | Français       | 29 juillet 1793    | après 1893         | > 100 ans    |
| Pierre Jules Soufflot de Magny et de Palotte  | Français       | 13 décembre 1793   | 2 juin 1893        | +099,ans     |
| Antoine Gérard                                | Français       | 22 septembre 1790  | 8 mai 1893         | +102,ans     |
| Charles Alexandre d'Anthouard-Vraincourt      | Français       | 25 décembre 1796   | 8 mars 1893        | +096,ans     |
| Philippe Lahm                                 | Français       | 5 octobre 1793     | janvier 1893       | 99 ans       |
| ? Gitschmann                                  | Allemand       | 1797               | 1893               | 96 ans       |
| Gaspar Costela Vasquez                        | Espagnol       | 1787               | 1892               | 105 ans      |
| Amédée de Bast                                | Français       | 8 septembre 1795   | 18 août 1892       | +096,ans     |
| Provo Wallis                                  | Canadien       | 1791               | 1892               | 101 ans      |
| Morris Shea                                   | Britannique    | 1795               | 1892               | 97 ans       |
| Vasili Nikolaevitch Kochetkov                 | Russe          | 1785               | 1892               | 107 ans      |
| François Joseph Marie Gabriel Mengin-Lecreulx | Français       | 12 mars 1796       | 10 juin 1892       | +096,ans     |
| Ambroise Jouglard                             | Français       | fin avril 1797     | 14 avril 1892      | +095,ans     |
| Louis Cartigny                                | Français       | 1er septembre 1791 | 21 mars 1892       | +100,ans     |
| Provo William Perry Wallis                    | Britannique    | 12 avril 1791      | 13 février 1892    | +101,ans     |
| Jean-Baptiste Piquard / Piquart               | Français       | 18 décembre 1790   | 8 janvier 1892     | 101 ans      |
| Mathieu Martin                                | Français       | 18 octobre 1792    | 7 janvier 1892     | 99 ans       |
| Pierre Theillet                               | Français       | 7 mai 1787         | 29 août 1891       | 104 ans      |
| François Ange Joseph Thiery                   | Belge          | 25 septembre 1797  | 29 mars 1891       | 94 ans       |
| Narcisse Simonnet                             | Français       | 1790               | décembre 1890      | 100 ans      |
| Nicolas de Lisleferme                         | Français       | 1794               | décembre 1890      | 96 ans       |
| ? Algrain                                     | Français       | ?                  | juillet 1890       | ?            |
| Dominique Singes                              | Français       | ?                  | 5 juillet 1890     | + de 100 ans |
| Jean Koller                                   | Français       | avril 1790         | après avril 1890   | 100 ans      |
| François Placide Hebert                       | Français       | 1799               | mars 1890          | 91 ans       |
| Etienne Fragile Legendre                      | Français       | 27 octobre 1788    | 10 mars 1890       | 91 ans       |
| Jacques Piron                                 | Français       | 19 octobre 1790    | mars 1890          | 99 ans       |
| Maurice Daguilhon-Pujol                       | Français       | ?                  | fin février 1890   | ~99 ans      |
| Isidore Doue                                  | Français       | 1792               | février 1890       | 98 ans       |
| Jh. Ducate                                    | Belge          | 1790               | 21 janvier 1890    | 99 ans       |
| Joseph Sutherland                             | Britannique    | 1789               | janvier 1890       | 101 ans      |
| Nicolas Louis Prevel                          | Français       | 19 décembre 1789   | janvier 1890       | 100 ans      |
| Toussaint Guillaume Gauvet                    | Français       | ?                  | début janvier 1890 | 100 ans      |
| Mathieu Marie Désiré Richard                  | Français       | 7 septembre 1795   | début janvier 1890 | 95 ans       |
| Louis Joseph Kaess                            | Français       | 19 mars 1790       | 2 février 1889     | 98 ans       |
| Guillaume Ier                                 | Allemand       | 22 mars 1797       | 9 mars 1888        | 90 ans       |
| François Sellier                              | Français       | ?                  | 8 mars 1887        | ?            |
| Lieutenant-Colonel James Fynmore              | Britannique    | ?                  | février 1887       | ?            |
| François Martin Jordy                         | Français       | 11 septembre 1795  | 16 janvier 1887    | 101 ans      |
| Jean-Baptiste Delannoy                        | Français       | 27 mai 1790        | 23 février 1886    | 93 ans       |
| Bernard Ardohain                              | Français       | 1er janvier 1794   | 2 décembre 1885    | 91 ans       |
| Noël Denise                                   | Français       | 12 octobre 1791    | 29 août 1885       | 93 ans       |
| M. L. J. Brialmont                            | Belge          | 17 février 1789    | 15 avril 1885      | 96 ans       |
| Karl Friedrich von Steinmetz                  | Allemand       | 27 décembre 1796   | 4 août 1877        | 80 ans       |
| Philippe-Paul de Ségur                        | Français       | 4 novembre 1780    | 25 février 1873    | 92 ans       |
| Jakob von Hartmann                            | Allemand       | 4 février 1795     | 23 février 1873    | 78 ans       |